# Subkarabinek AK-9
AK-9 (ros. Автомат Калашникова, Automat Kałasznikowa) – rosyjski subkarabinek automatyczny zaprojektowany w zakładach Iżmasz.
Publiczna prezentacja broni odbyła się w sierpniu 2007 roku z okazji 200-lecia istnienia zakładów IżMASz, oraz 60 rocznicy rozpoczęcia w zakładach produkcji broni AK
Subkarabinek AK-9 jest pierwszą rosyjską odmianą AK, w której zastosowano mechanizm odpowiedzialny za blokowanie zamka w tylnym położeniu po ostatnim strzale.